# 1144 Oda
1144 Oda è un asteroide della fascia principale del diametro medio di circa 57,59 km. Scoperto nel 1930, presenta un'orbita caratterizzata da un semiasse maggiore pari a 3,7487745 UA e da un'eccentricità di 0,0949714, inclinata di 9,74245° rispetto all'eclittica.
Il nome per questo asteroide è stato scelto a caso dal popolare calendario Lahrer Hinkender Bote, pubblicato nella città di Lahr/Schwarzwald, in Germania.